# 乌克兰国际和谐与文化多样性日
国际和谐与文化多样性日（烏克蘭語：День міжнаціональної злагоди і культурного розмаїття）是由乌克兰总统弗拉基米尔·泽连斯基于2024年12月27日签署設定的法定节日。该节日也是响应同日联合国设定的「世界文化多样性促进对话和发展日」。

## 节目设立
2022年12月13日，乌克兰最高拉达通过“关于乌克兰少数民族”的第8224号法律，得到324名人民代表的支持。该文件是为乌克兰加入欧盟开辟道路的强制性要点之一，亦是明确乌克兰各民族的权利，以为其民族和文化发展提供保障。
2023年11月3日，乌克兰总统弗拉基米尔·泽连斯基签署《乌克兰少数民族（社区）法》，该法令为民族社区提供了额外保障，也是欧盟委员会关于乌克兰加入欧盟之路的建议之一。泽连斯基对法令的签署指出，为实施加入欧盟提供额外保障，乌克兰将继续努力落实欧盟委员会的建议。该法律基于包容性方式融合联合国1995年的《欧洲少数民族保护框架公约》，并对乌克兰的「少数民族」一词的定义进行更新，以保障少数民族的语言、传统文化和非物质文化遗产的支持和保护。虽然文件规范乌克兰境内的少数民族的权利，但也规定，该法律不适用于居住在乌克兰境内的俄罗斯人。
2024年12月27日，乌克兰总统弗拉基米尔·泽连斯基签署第883号法令（№883/2024），规定每年5月21日为乌克兰国际和谐与文化多样性日，自法令发布之日起正式生效。该法令指出，节日设立的目的是加强乌克兰人民的团结与和谐，肯定乌克兰的民族和公民身份，促进乌克兰原住民和少数民族文化多样性的自由发展。该法令另一个目的是对土著人民和民族社区在捍卫乌克兰国家主权和独立方面，特别是在反击俄罗斯侵略方面所做贡献的尊重。

### 节日概念
乌克兰总统泽连斯基在与少数民族和原住民代表会面后，发表设立节日的意义。他表示，乌克兰是一个多民族国家，每个民族都为其文化、发展和捍卫独立做出了独特的贡献。世界上有许多关于民族的定义，也有许多民族的特征。然而，也有一些民族没有共同的语言、领土国家地位，因此民族的定义在于对团结的渴望。基于这一点，设立「国际和谐与文化多样性日」的目的是要表达这样的愿望，将不同的种族血统和文化记忆模式的人团结在一起，并与保卫自己的国家和人民一起恢复自己的国家，一同建立和平。
该节日也是象征着对狂热帝国带来的非人格化的反抗。乌克兰有很多人在过去被剥夺了自己的民族根源，使其存在与波兰人、德国人、犹太人或其他民族一样陷入危险处境。设立「国际和谐与文化多样性日」正是要让人们恢复对自己民族起源的记忆，同时在单一政治国家的范围内认识到所有民族的共同性。